# Berkenthin
Berkenthin là một đô thị thuộc huyện Lauenburg, trong bang Schleswig-Holstein, Đức. Đô thị này có diện tích 10,22 km2, dân số thời điểm ngày 31 tháng 12 năm 2006 là 2076 người. Đô thị này nằm bên kênh đào Elbe-Lübeck, khoảng 10 km về phía tây bắc Ratzeburg, và 15 km về phía nam Lübeck.
Berkenthin là thủ phủ của Amt ("đô thị tập thể") Berkenthin.